# Karma Tshomo
Karma Tshomo (ur. 10 października 1973) – bhutańska łuczniczka, olimpijka.
Wzięła udział w Letnich Igrzyskach Olimpijskich 1992 w Barcelonie, gdzie odpadła w rundzie wstępnej. Zdobyła 1160 punktów i zajęła 58. miejsce, wyprzedzając trzy zawodniczki (w tym swoje dwie rodaczki). W zawodach drużynowych Bhutan zajął ostatnie 17. miejsce (skład: Namgyal Lhamu, Pem Tshering, Karma Tshomo).